# ヤンドー・イェネー
ヤンドー・イェネー（Jandó Jenő [ˈjɒndoː ˌjɛnøː], 1952年2月1日 - 2023年7月4日）は、ハンガリー出身のピアニスト、音楽教師。リスト・フェレンツ音楽大学教授。日本では英語風に姓名を名姓の順に倒置して、かつ長母音を削除したイェネ・ヤンドーと表記される場合もある。

## 人物・来歴
1952年、ハンガリー南部のペーチ生まれ。7歳からピアノをはじめる。ペーチでヴェイニンゲル・マルギトにピアノを学び、ペーチの音楽学校でリゲティ・アンドラーシュ (Ligeti András) とジェルマーン・イシュトヴァーン (Gyermán István) に師事した。1968年にブダペストのリスト・フェレンツ音楽院に入学し、ネメシュ・カタリンとカドシャ・パールとミハーイ・アンドラーシュに師事し、1974年に卒業。1972年のジョルジュ・シフラ国際ピアノコンクールで第2位、1973年のハンガリー放送ピアノコンクールで第1位、1975年のディノ・チアーニ国際コンクールで第2位、1977年のシドニー国際ピアノコンクールで第11位（ムジカ・ヴィヴァ室内楽賞 Musica Viva Chamber Music Prize）になるなど、各地のコンクールで多数入賞を果たしている。1974年から2020年まで母校のリスト・フェレンツ音楽院（リスト・フェレンツ音楽大学）で教鞭を執った。ヨーロッパ各国、日本、カナダなど世界各国で演奏活動を展開した。
ナクソス・レーベルに膨大な録音を達成している。得意とするのはロマン派のピアノ曲だが、ハイドン、モーツァルト、ベートーヴェンなどの古典派音楽の作品も多く残している。
2023年7月4日、ブダペストの自宅で亡くなった。71歳没。死因など詳細は明らかでない。